# Literaturhaus Hamburg

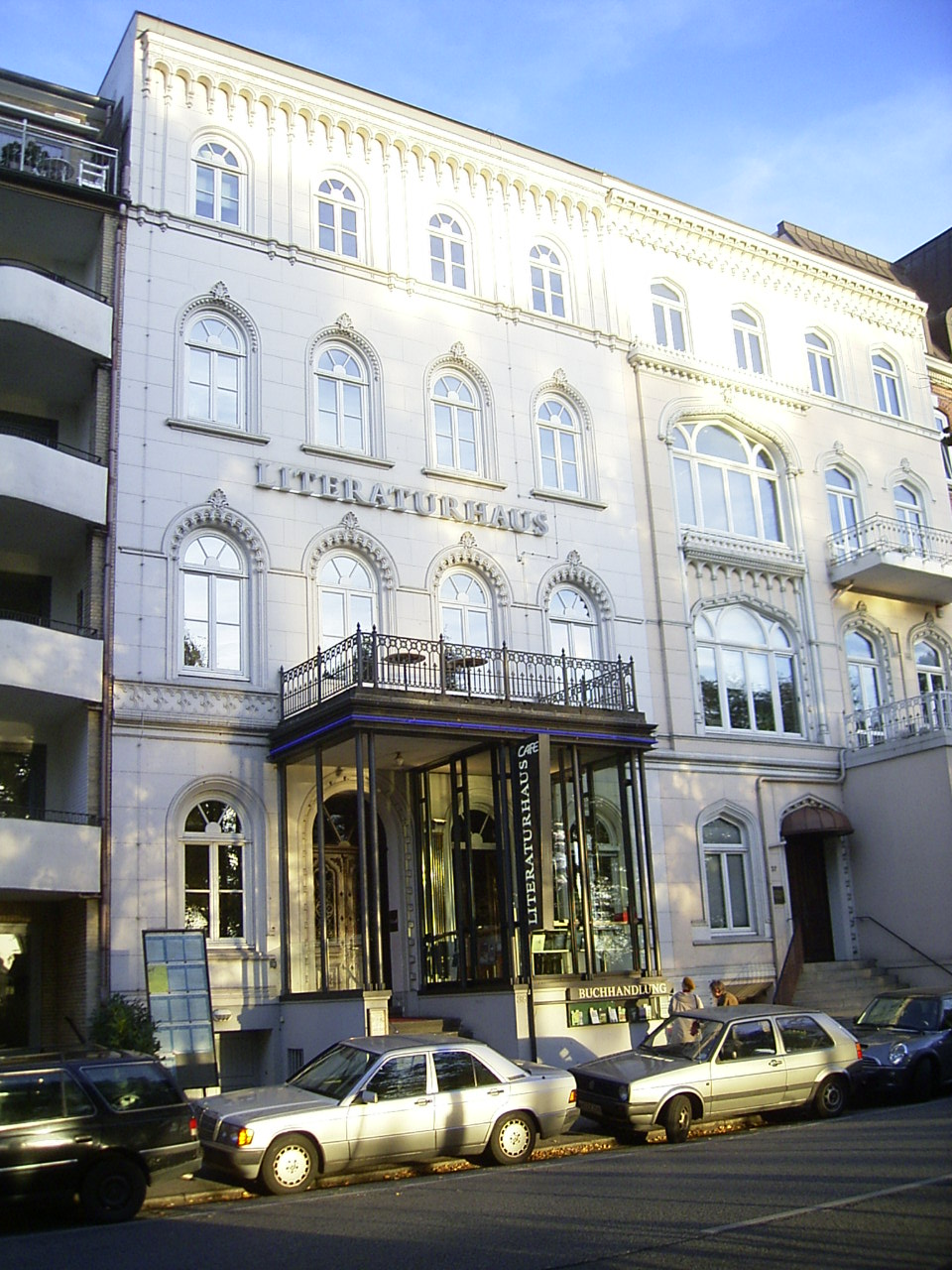
Das Gebäude des Literaturhauses am Schwanenwik 38 in Hamburg-Uhlenhorst (2007)

Das Literaturhaus Hamburg ist eine 1989 eröffnete kulturelle Institution in Hamburg-Uhlenhorst. Der Trägerverein Literaturhaus e. V. wurde 1985 von Hamburger Bürgerinnen und Bürgern gegründet. Vom Verein organisiert finden hier ganzjährig literarische Veranstaltungen statt, vor allem Lesungen und Gesprächsformate am Abend. Daneben gibt es ein umfangreiches Programm für Kinder und Jugendliche. Neben dem Literaturhaus-Verein befinden sich in der historischen Stadtvilla die Buchhandlung Samtleben und das Literaturhauscafé. Auch der Literaturzentrum e. V., der ebenfalls eigene Lesungen im Haus veranstaltet, die Geschäftsstelle des Netzwerks der Literaturhäuser und freiberufliche Lektorinnen, Übersetzerinnen und Zeichner haben Büroräume im Literaturhaus angemietet. 
Das Literaturhaus Hamburg ist Mitglied im Netzwerk der Literaturhäuser e. V. und vergibt seit 2002 gemeinsam mit den Partnerhäusern den Preis der Literaturhäuser. Seit 2021 gibt es außerdem den Preis der Jungen Literaturhäuser, der im jährlichen Wechsel mit dem Preis der Literaturhäuser verliehen wird.

## Veranstaltungen und Tätigkeiten
Das Team des Literaturhauses Hamburg richtet jährlich etwa 150 Veranstaltungen zu internationaler und nationaler Gegenwartsliteratur aus – Lesungen, Podiumsdiskussionen, Gesprächsrunden – auch literaturhistorische Abende kommen vor. Reihen wie das „Philosophische Café“, das „Gemischte Doppel“ oder „März & Moritz & 1 Gast“, „Debüts und Drinks“ und „Schumacher trifft…“ bestimmen das Programm ebenso wie die zahlreichen Einzelveranstaltungen. Alle zwei Jahre finden die „Nordischen Literaturtage“ statt, einmal jährlich die „Graphic Novel Tage“ sowie „High Voltage – Frühjahrslesetage Hamburg“. Der Literaturhaus e. V. verleiht außerdem jährlich den Mara-Cassens-Preis für den besten deutschsprachigen Debütroman und damit den höchstdotierten Literaturpreis für einen Romanerstling im deutschsprachigen Raum.

### Junges Literaturhaus
Das Kinder- und Jugendprogramm besteht aus verschiedenen Reihen und Projekten, die jeweils unterschiedliche Altersgruppen zwischen 5 und 25 Jahren ansprechen und diversitätssensibel gestaltet sind. Dazu gehören Veranstaltungen mit Schulklassen wie der „Schulhausroman“ oder das Graphic-Novel-Projekt „Comixx mit Klasse“, Schreibwerkstätten wie das „Schreiblabor“ sowie Lesungsformate. Bei „Kinder auf den Lesethron!“ können Grundschulkinder einmal im Jahr ihre eigenen Geschichten und Illustrationen präsentieren. Seit 2021 bietet das Junge Literaturhaus jeden Sommer eine Stadtsafari mit unterschiedlichen Themenschwerpunkten an. Die Mission des Jungen Literaturhauses ist die Vermittlung von Literatur an Kinder, Jugendliche und junge Erwachsene. Das Programm möchte für Bücher begeistern, tolle Begegnungen und besondere Literaturerlebnisse ermöglichen sowie eine Lesekultur und Kreativität fördern.

## Leitung
Christina Weiss, Journalistin, freie Literaturkritikerin und von 2002 bis 2005 Beauftragte der Bundesregierung für Kultur und Medien, war von 1989 bis 1991 die erste Programmleiterin des Literaturhauses Hamburg. Ihr folgte von 1992 bis 2005 die Autorin, Dramaturgin und Literaturwissenschaftlerin Ursula Keller als Leiterin der Programm- und Veranstaltungsgestaltung. Von 2005 bis 2025 hatte der Germanist, Literaturkritiker und Autor Rainer Moritz das Amt des Programmleiters und Geschäftsführers des Literaturhauses in Personalunion inne. Anfang Mai 2025 übernahm in der Nachfolge von Rainer Moritz die Germanistin und Amerikanistin Antje Flemming die Programmleitung und Geschäftsführung.

## Geschichte des Gebäudes

### Von 1837 bis 1923
1837 erwarb August Abendroth das Gelände rund um das Gut Uhlenhorst, auf dem sich die Villa an der Außenalster befindet, von der Hamburger Kämmerei. Als 1853 bis 1858 ein Verbindungsweg zwischen St. Georg und Uhlenhorst entstand, teilte Abendroth sein Gut in mehrere Parzellen und bot sie zum Verkauf. 1864 erwarb der Tischler Heinrich Friedrich Christian Stuckenberg eine dieser Parzellen, teilte sie in zwei Grundstücke auf und verkaufte diese jeweils an den Architekten Jean David Jolasse (Hausnr. 37) und den Maurermeister Johann Georg Friedrich Haller (Hausnr. 38), die die Grundstücke bebauten und weiterverkauften. So erstand der Kaufmann C.N. Fraeb die spätklassizistische Reihenhausvilla, die am neu benannten „Schwanenwik“ (1888; bisher „An der schönen Aussicht“) lag. Im Jahr 1889 wechselte der Besitz erneut den Eigentümer: Der Bankier Adolph von Pein erwarb Haus und Grundstück und ließ den Gartensaal von den Architekten Kraus und Minck zum Musizieren und zur Ausrichtung von Festen anbauen. Nach dem Tod von Adolph von Pein 1896 bewohnte dessen Frau Maria Louise Wilhelmine weiterhin den Schwanenwik Nr. 38 bis zum Jahr 1908, als sie die Villa an Franz Justus Krieg verkaufte, der einzog und die „Heilgymnastische Privatanstalt Dr. Krieg“ betrieb. Ab 1915 logierte er mit dem Hauptausschuss für Körpererziehung e. V. und dem Radiologen Hermann Holthusen als Untermieter.

### Von 1924 bis 1938
Von 1924 bis 1938 nutzte die „Hamburger Bewegungschöre Rudolf von Laban“, eine Tanzschule des Ungarn Rudolf von Laban, unter Leitung von Albrecht Knust, ab 1934 Lola Rogge, den Gartensaal. 1937 wurde auf Anordnung der Nationalsozialisten die „Hamburger Laban-Schule“ in „Lola-Rogge-Schule“ umbenannt. 1938 verkaufte Krieg sein Haus an die Stadt Hamburg zur Nutzung als Mädchenheim, sodass die Lola-Rogge-Schule ihre Räumlichkeiten verlassen musste.

### Von 1938 bis 1957
1939 wurde im Schwanenwik Nr. 38 ein „Wohnheim für weibliche Lehrlinge, Durchgangsheim für gefährdete weibliche Jugendliche und Schutzhaftstelle für Aufgegriffene“ eröffnet. Im Jahr 1941 wurde zudem das Nebenhaus, Schwanenwik Nr. 37, nach der Enteignung der jüdischen Besitzer als Mädchenheim genutzt, wodurch sich die Kapazität der Einrichtung auf 100 Schlafplätze erweiterte. Im Zweiten Weltkrieg dienten beide Häuser als Notunterkunft für ausgebombte Parteimitglieder. Im Mai 1945 beschlagnahmten britische Militärbehörden das Heim zunächst, gaben es aber im Sommer wieder frei, sodass das Durchgangsheim für Mädchen die Arbeit im Herbst wieder aufnehmen konnte.

### Von 1958 bis 1987
1958 ging das Grundstück Nr. 37 wieder in den Besitz der enteigneten Eigentümer aus der UdSSR über. 1985 ging die Zeit des Mädchenheims nach mehr als 45 Jahren zu Ende. Die Einrichtung wurde geschlossen und ihre Bewohnerinnen auf die übrigen Hamburger Heime verteilt. Das Haus stand daraufhin zwei Jahre leer und verkam zusehends.

### Nutzung des Gebäudes als Literaturhaus seit 1987

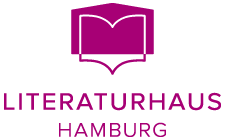
Logo des Literaturhauses

1987 bewahrte der Einzug des zwei Jahre zuvor gegründeten Literaturhaus e. V. das Gebäude vor weiterem Verfall. Nach Jahren der Abriegelung öffnete sich das Haus für die Öffentlichkeit. Gerd Bucerius erwarb das Gebäude für die ZEIT-Stiftung Ebelin und Gerd Bucerius (heute ZEIT STIFTUNG BUCERIUS) und stellte es dem Literaturhaus e. V. mietfrei zur Verfügung. Überdies trug die Stiftung erhebliche Anteile der Renovierungskosten. Weitere 2,7 Millionen DM steuerte die Stadt Hamburg bei. Für den laufenden Betrieb spendete der Bremerhavener Unternehmer Eddy Lübbert (1924–2016) eine weitere Million DM und blieb großzügiger Mäzen des Literaturhauses. Am 12. September 1989 wurde das Literaturhaus Hamburg feierlich eröffnet und auch die Buchhandlung Samtleben ist seitdem hier ansässig. In den Jahren 2018 bis 2024 wurden im Literaturhaus einige Modernisierungen umgesetzt. So wurde im Jahr 2018 ein gläserner Personenlift eingebaut und 2020 sowie 2023/24 der große Festsaal, der seit 2019 den Namen Eddy-Lübbert-Saal” trägt, denkmalgerecht saniert.